# Lumbrineris descendens
Lumbrineris descendens är en ringmaskart som först beskrevs av Chamberlin 1919.  Lumbrineris descendens ingår i släktet Lumbrineris och familjen Lumbrineridae. Inga underarter finns listade i Catalogue of Life.